# Život u čizmama s visokom petom
Život u čizmama s visokom petom treći je LP album zagrebačkog rock sastav Time, koji izlazi 1976.g. Dado Topić album snima u Münchenu zajedno s glazbenicima: Vedranom Božićem (gitara), Chrisom Nichollsom (klavijature), Ratkom Divjakom (bubnjevi), Kareiom Čarliem Novakom (bas-gitara), Ivanom "Piko" Stančićem (bubnjevi) i Zdenkom Kovačiček (prateći vokali). Ovom LP-em sastav Time je ponudio koncepcijski album koji za temu ima život rock zvijezde. Objavljuje ga diskografska kuća "PGP RTB", a producent je Vladimir Mihaljek Miha.

## Popis pjesama

### A-strana
1. "Igraj narode moj"
2. "Jer sve je u pjesmi što čovjeku treba"
3. "London, decembar 75."
4. "Nitko ne zna zašto"

### B-strana
1. "Rock'n'roll u Beogradu"
2. "Superstar"
3. "Život u čizmama s visokom petom"
4. "Ispovjest jednog Sarajlije"

## Izvođači
- Dado Topić - vokal, bas-gitara [Gibson Eb 3], tekst
- Karel "Čarli" Novak - bas-gitara [Fender Jazz Bas]
- Ratko "Rale" Divjak - bubnjevi [Asba Rock Set, Mini Asba], činele [Paiste 2002], udaraljke
- Ivan-Piko Stančić - bubnjevi [Rogers], činele [Paiste 2002]
- Vedran Petar Božić - električna gitara [Gibson Les Paul, Fender Stratocaster], akustična gitara [Martin Custom], efekti [Voice Box - Red Devil, Phaser - Little Stone], orgulje Hammond B3, vokal
- Christopher-Chris Nicholls - Pianino [Yamaha, Steinway], električni piano [Fender Rhodes Stage], klavinet [Honer D 6], sintisajzer [String Logan Simphonic, Mini Moog - M.d.], zvona [Tubular], orgulje Hammond C3
- Zdenka Kovačiček - prateći vokali

## Produkcija
- Producent - Vladimir Mihaljek Miha
- Dizajn, Fotografija - Dragan S. Stefanović
- Glazba - Dado Topić (skladbe: A1 i B3)
- Mix i snimanje - Günther Zipelius
- Tehničar - Güngher Marschall

## Vanjske poveznice
- timetheband.com  Arhivirana inačica izvorne stranice od 16. rujna 2015. (Wayback Machine) - Službene stranice sastava
- discogs.com - Time (album)